# Ахмед Янузі
Ахмед Янузі (алб. Ahmed Yanuzi, * 8 липня 1988, Вучітрн, Косово, СФРЮ) — албанський футболіст, нападник «Приштини», колишній гравець національної збірної Албанії.  Автор першого голу, забитого у матчах чемпіонату України під егідою Прем'єр-ліги.

## Біографія
Вихованець молодіжної команди клубу «Косова» з рідного Вучитрна. Виступи на професійному рівні розпочав у клубі «Беса», що змагається у чемпіонаті Албанії.
До полтавської «Ворскли» перейшов у лютому 2007 року. У чемпіонатах України дебютував 7 квітня 2007 року у грі проти донецького «Шахтаря», поразка 1:2. Усього, станом на кінець 2010 року, провів у чемпіонатах України 91 гру, 9 разів відзначився забитими голами.
2010 року дебютував в офіційних іграх у складі національної збірної Албанії.
У 2012 році німецький «Ганновер 96» був зацікавлений у трансфері Янузі, але перехід не відбувся.
23 грудня 2015 року стало відомо, що полтавський клуб вирішив не пролонговувати відносини з Ахмедом.
У червні 2016 року став гравцем «Приштини».

## Досягнення
- Володар Кубка Албанії (1): 2006—2007
- Володар Кубка України (1): 2008–2009
- Володар Суперкубка Косова (1): 2016
- Володар Кубка Косова (3): 2017–2018, 2019–2020, 2020–2021

## Цікаві факти
- Перейшовши до «Ворскли» у 2007 році, Янузі став третім албанцем у складі полтавчан. Обидва його співвітчизники, що вже виступали у команді, — Дебатік Цуррі та Арменд Даллку також походять з Косова.
- Ахмед Янузі — автор першого голу, забитого у матчах чемпіонату України під егідою Прем'єр-ліги. Дебютним для української Прем'єр-ліги був сезон 2008—2009, перший матч якого «Таврія»—«Дніпро» 16 липня 2007 року завершився нульовою нічиєю. У другому матчі першості 18 липня ФК «Харків» приймав «Ворсклу». Янузі вийшов на заміну на 27-й хвилині гри, а на 72-й хвилині забив єдиний гол цього матчу[4].